# José Manuel Muñiz Tubío
José Manuel Muñiz Tubío (n. Boiro, aprox. 1930 - f. Santiago de Compostela, 28 de julio de 2011), músico, compositor español - director de la Orquesta Compostela.
Conocido simplemente como Manuel Muñiz, fue un músico multifacético: tocaba el trombón de varas, el violín, la trompeta, además de componer canciones que cantaron con éxito Ana Kiro, Pili Pampín, Sabela, Miguel Torres y otros grandes vocalistas, cantantes gallegos. Su composición Galicia, terra meiga (1973) es un clásico de la música gallega. Así como el popular himno de la S.D. Compostela.
Manuel Muñiz fue profesor de la Banda Municipal de Santiago, trombón solista durante 30 años de la Banda de Compostela (dirigida por Amador Santos Bartolomé) y en 1951, Manuel Muñiz se hizo cargo de la orquesta Compostela. 

## Honores
- Medalla de Galicia, Medalla de Ouro de la Real Banda y Fillo Predilecto de Boiro.